# 索拉加
索拉加（義大利語：Soraga），是意大利特伦托自治省的一个市镇。总面积19平方公里，人口709人，人口密度37.3人/平方公里（2009年）。ISTAT代码为022176。